# Gustav Thöni
Gustav Thöni (někdy zmiňován jako Gustavo; * 28. února 1951, Stilfs, Itálie) je bývalý italský sjezdař, olympijský vítěz v obřím slalomu na ZOH v japonském Sapporu v roce 1972. Odvezl si odtud i stříbrnou medaili za slalom, kterou za čtyři roky na ZOH v Innsbrucku získal znovu.
Dařilo se mu i ve Světovém poháru, v němž dokázal získat čtyři celková vítězství. Ve třech sezónách vyhrál v obřím slalomu a ve dvou ve slalomu. Pětkrát se rovněž stal mistrem světa.
Patří tak k nejlepším sjezdařům italské historie.
Sám sebe ztvárnil v italském seriálu Setina sekundy z roku 1981, který byl vysílán i v tehdejším Československu.